# Atrypida
Atrypida (Atrypiden) sind ein ausgestorbenes Taxon von Armfüßern (Brachiopoda) mit kurzem, geradem oder gebogenem Schlossrand, einer meist impunctaten Schale und einem unterschiedlich ausgerichteten spiraligen (=helicopegmaten) Armgerüst. Die Interarea der Ventralklappe (=Stielklappe) ist klein oder fehlt. Sie bilden zusammen mit den Protorthida, Orthida, Rhynchonellida, Pentamerida, Spiriferida und Terebratulida das Taxon Rhynchonellata, das seinerseits zum Unterstamm der Rhynchonelliformea zählt.

## Merkmale
Die Stielöffnung befindet sich häufig im Wirbel. Charakteristisch ist die kleine oder nicht vorhandene Interarea in der Ventralklappe. Das spiralige Armgerüst ist unterschiedlich ausgerichtet. In der Erdgeschichte treten sie von Ordovizium bis Jura auf. 

## Systematik
Die Atrypiden teilen sich in fünf Untertaxa auf, die nach der Ausrichtung und Form des Armgerüstes (und des Jugums) untergliedert sind:
- Atrypacea Armspiralen zur Medianlinie oder schräg nach dorsal, einfaches Jugum (Ordovizium bis Devon)
- Dayiacea Armspiralen seitwärts oder schräg nach ventral oder planspiral parallel zur Medianlinie, Jugum einfach oder fehlend (Ordovizium bis Devon)
- Athyridacea Armspiralen seitwärts, kompliziertes Jugum (Ordovizium bis Trias)
- Konickacea Armspiralen nach ventral, kompliziertes Jugum (Trias bis Jura)
- Retziacea Armspiralen seitwärts, i. d. R. punctate Schale (Silur bis Trias)